# یواس‌اس دورادو (اس‌اس-۵۲۶)
یواس‌اس دورادو (اس‌اس-۵۲۶) (به انگلیسی: USS Dorado (SS-526)) یک زیردریایی بود که طول آن ۳۱۱ فوت ۸ اینچ (۹۵٫۰۰ متر) بود.